# Guglielmo Longhi
Pour les articles homonymes, voir Guglielmo.
Guglielmo Longhi (né vers 1240 à Bergame en Lombardie, Italie, et mort le 9 avril 1319 à Avignon) est un cardinal italien du XIIIe siècle. 

## Biographie
Guglielmo Longhi est chancelier du roi Charles II de Sicile et prieur de S. Nicola de Bari.
Le pape Célestin V le crée cardinal lors du consistoire du 18 septembre 1294. Le cardinal Longhi est administrateur de la basilique de Ss. XII Apostoli à Rome. Il est nommé administrateur de l'abbaye de S. Angelo in Formis, près de Capoue, et assiste au concile de Vienne en 1311-1312.
Le cardinal Longhi participe aux conclaves de 1294 (élection de Boniface VIII), 1303 (élection de Benoît XI), 1304-1305 (élection de Clément V) et de 1314-1316 (élection de Jean XXI).